# Sturnira lilium
Sturnira lilium — вид родини листконосові (Phyllostomidae), ссавець ряду лиликоподібні (Vespertilioniformes, seu Chiroptera).

## Середовище проживання
Країни проживання: Ангілья, Антигуа і Барбуда, Аргентина, Аруба, Барбадос, Беліз, Болівія, Бразилія, Колумбія, Коста-Рика, Домініка, Еквадор, Сальвадор, Гренада, Гваделупа, Гватемала, Гондурас, Мартиніка, Мексика (Сонора, Тамауліпас) , Монтсеррат, Нідерландські Антильські острови, Панама, Парагвай, Перу, Сент-Кітс і Невіс, Сент-Люсія, Сент-Вінсент і Гренадини, Тринідад і Тобаго, Уругвай, Американські Віргінські острови, Британські Віргінські острови. Живе, як правило, нижче 800 м. Може бути знайдений від дощових лісів до сухих або гірських лісів.

## Звички
Харчується в основному плодами пасльонових. Є два репродуктивних сезони на рік в цього виду, зосереджених між теплим сезоном дощів і початком сухого сезону. Дорослі самці мають плечеві залози, які видають характерний запах і пов'язані з репродуктивною активністю.  

## Загрози там охорона
Загрози невідомі. Живуть на всіх природоохоронних територіях Центральної Америки.